# Z pamiętnika poznańskiego nauczyciela
Z pamiętnika poznańskiego nauczyciela – nowela Henryka Sienkiewicza z 1880 roku. Opowiada o życiu polskich dzieci w szkołach w zaborze pruskim. Została przetłumaczona na 12 języków.
Nowela jest początkiem zainteresowania pisarza sprawami konfliktu polsko-niemieckiego, zwieńczonego napisaniem Krzyżaków. Autor krytykuje obłudę szkoły pruskiej, szykany polityczne związane z niemieckim językiem wykładowym, a nade wszystko złą metodę dydaktyczną przeciążającą pamięć uczniów mało przydatnymi w życiu danymi. Łączy się to ściśle z pozytywistyczną polemiką ideologiczną. Dzieje małego Michasia są zbeletryzowanym opisem walki ze starą metodą nauczania. Walka ta kończy się klęską. Uwagi poznańskiego nauczyciela – Wawrzynkiewicza (prywatnie naucza Michasia), są w istocie propagandą nowej, pozytywistycznej metody wychowawczej. Sam nauczyciel to postać głęboko tkwiąca w atmosferze warszawskiego pozytywizmu, bezinteresowny idealista, pierwsze niejako wcielenie Siłaczki lub Antoniego Paluszkiewicza z Syzyfowych prac Stefana Żeromskiego. 
Utwór miał dwie redakcje – pierwsza z nich (Z pamiętnika korepetytora) umiejscowiona była w zaborze rosyjskim, ale ze względów cenzorskich akcja została przeniesiona do Poznania i przystosowana do realiów zaboru pruskiego. Dzieło po zmianach przejawia głębszą analizę psychologiczną i szersze postulaty pedagogiczne. 
W Poznaniu utwór opublikowano w 1880 na łamach Kuriera Poznańskiego, z pewnymi zmianami, np. usunięto wątek platonicznej miłości Wawrzynkiewicza do matki Michasia oraz poprawiono niedostatecznie opanowane przez Sienkiewicza realia szkoły wielkopolskiej. Nowela była przyczynkiem do zainteresowania się autora Wielkopolską i otworzyła mu drogę do czytelnika z tego regionu.